# 1928 na literatura

## Eventos
- 15 de Janeiro - Através do heterônimo Álvaro de Campos, Fernando Pessoa escreve o poema Tabacaria.
- Oswald de Andrade, Tarsila do Amaral e Raul Bopp lançam o movimento antropofágico, que tem como porta-voz a Revista de Antropofagia, fundada no mesmo ano.
- W. H. Auden deixa a Inglaterra e permanece por nove meses em Berlim.
- George Orwell deixa o Mianmar e vai para Paris.
- Aldous Huxley - Contraponto.
- Ferreira de Castro - Emigrantes
- H. G. Wells - Mr Blettsworthy on Rampole Island.
- José Américo de Almeida - A Bagaceira, obra inaugural do Romance Regionalista no Modernismo brasileiro.
- Mário de Andrade - Macunaíma.
- Cassiano Ricardo - Martim Cererê.
- Bertolt Brecht - A Ópera de Três Vinténs (Teatro).
- Agatha Christie - O Mistério do Trem Azul.

## Nascimentos
| Data           | Nome                           | Profissão                                                                      | Nacionalidade   | Observações | Ref |
| -------------- | ------------------------------ | ------------------------------------------------------------------------------ | --------------- | ----------- | --- |
| 2 de Janeiro   | Daisaku Ikeda                  | filósofo, escritor, fotógrafo, poeta e presidente da Soka Gakkai Internacional | Japão           |             |     |
| 7 de janeiro   | William Peter Blatty           | escritor e roteirista                                                          | Estados Unidos  |             |     |
| 3 de fevereiro | Mino Milani                    | jornalista, escritor e autor de fumetti                                        | Itália          |             |     |
| 6 de Março     | Gabriel García Márquez         | jornalista e escritor                                                          | Colômbia        |             |     |
| 25 de Março    | Viriato Clemente da Cruz       | poeta                                                                          | Angola          | m. 1973     |     |
| 1 de Julho     | Fernando Guedes                | escritor e editor                                                              | Portugal        |             |     |
| 8 de Outubro   | Newton Navarro                 | dramaturgo, poeta, desenhista e pintor                                         | Brasil          | m. 1992     |     |
| 13 de outubro  | Murilo Melo Filho              | advogado, jornalista e escritor                                                | Brasil          |             |     |
| 24 de Outubro  | Gabriel Laub                   | jornalista e escritor                                                          | Tchecoslováquia | m. 1998     |     |
| 31 de Outubro  | Jean-François Deniau           | político e escritor                                                            | França          | m. 2007     |     |
| 9 de novembro  | Anne Sexton                    | poetisa e escritora                                                            | Estados Unidos  | m. 1974     |     |
| 7 de Dezembro  | Noam Chomsky                   | linguista e cientista político                                                 | Estados Unidos  |             |     |
| 13 de dezembro | Eduardo Guimarães              | escritor, tradutor e jornalista                                                | Brasil          | n. 1892     |     |
| 16 de Dezembro | Philip K. Dick                 | escritor de ficção científica                                                  | Estados Unidos  | m. 1982     |     |
|                | Fernando de Oliveira Guimarães | poeta e ensaísta                                                               | Portugal        |             |     |

## Mortes
| Data          | Nome                  | Profissão                       | Nacionalidade | Observações | Ref |
| ------------- | --------------------- | ------------------------------- | ------------- | ----------- | --- |
| 28 de janeiro | Vicente Blasco Ibáñez | escritor, jornalista e político | Espanha       | n. 1867     |     |
| 14 de Agosto  | Klabund               | escritor                        | Alemanha      | n. 1890     |     |

## Prémios literários
- Nobel de Literatura - Sigrid Undset.